# 郭东坡
郭东坡（1937年8月—），男，江苏江都人，中华人民共和国政治人物。北京对外贸易学院国际贸易系毕业。中共第十四届中央候补委员、第十五届中央委员。曾任第十届全国政协常务委员、港澳台侨委员会主任，国务院侨务办公室主任，中国国际贸易促进会会长等职。

## 生平
郭东坡出生在江都市宜陵镇沙王村的一个贫苦的农民家庭；1952年，考入扬州中学就读；1958年，考入北京对外贸易学院国际贸易系。1960年5月加入中国共产党。1963年大学毕业后，郭东坡留校工作。自1972年起，历任中国国际贸易促进会副处长、印刷厂党支部书记兼副厂长，贸促会副会长、兼机关党委书记，中国国际商会副会长。
1990年，郭东坡调任新华社澳门分社社长；当年6月起，兼任澳门基本法起草委员会副主任委员。1995年，出任中国国际贸易促进会会长、国际商会会长；1997年8月，任国务院侨务办公室主任；2002年12月，退休。
2003年3月，当选第十届全国政协常委、港澳台侨委员会主任。 